# Sárrétudvari
Sárrétudvari è una città dell'Ungheria di 3.063 abitanti (dati 2001). È situata nella contea di Hajdú-Bihar.